# Balagne

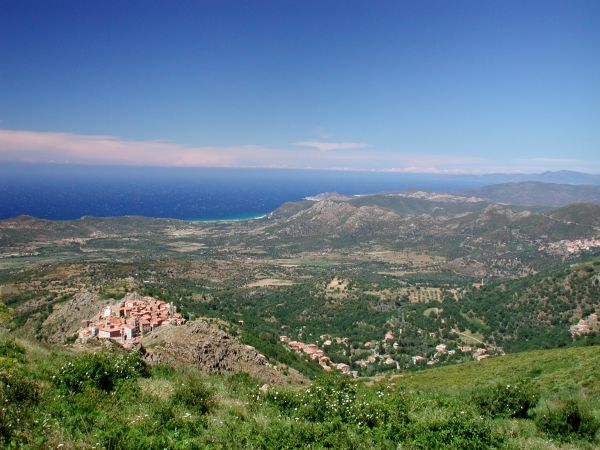
Balagna

Die Balagne (korsisch Balagna) ist eine Region im ehemaligen Département Haute-Corse im Nordwesten der französischen Insel Korsika.
Die Region befindet sich zwischen dem Nebbio und dem Filosorma zu Füßen des Monte Cinto. Östlich befindet sich die Désert des Agriates.
Wichtigste Städte sind Calvi und L’Île-Rousse. Der Gemeindeverband Communauté de communes de Calvi Balagne umfasst die Gemeinden der Region. 
Die Balagne ist eines der Weinbaugebiete Korsikas. 
Entlang der Küste der Region fahren Züge der Chemins de fer de la Corse. 
Restituta von Afrika ist die Schutzheilige der Region.
Koordinaten: 42° 34′ 8″ N, 8° 54′ 40″ O